# Chiesa di San Michele (Little Bedwyn)
La chiesa di San Michele (in inglese St Michael Church)  è la parrocchiale anglicana che si trova nel villaggio e parrocchia civile di Little Bedwyn nella contea del Wiltshire, nel Sud Ovest dell'Inghilterra. Il luogo di culto risale al XII secolo, rientra nella diocesi di Salisbury ed è considerato monumento classificato di prima categoria per il suo particolare interesse storico e architettonico.

## Storia

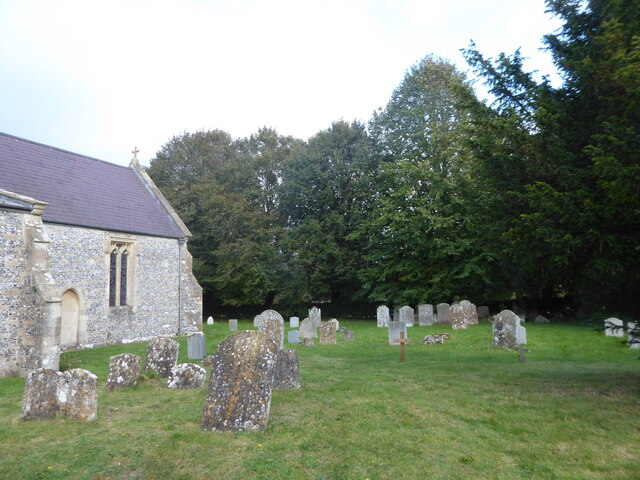
Esterni della chiesa col cimitero della comunità

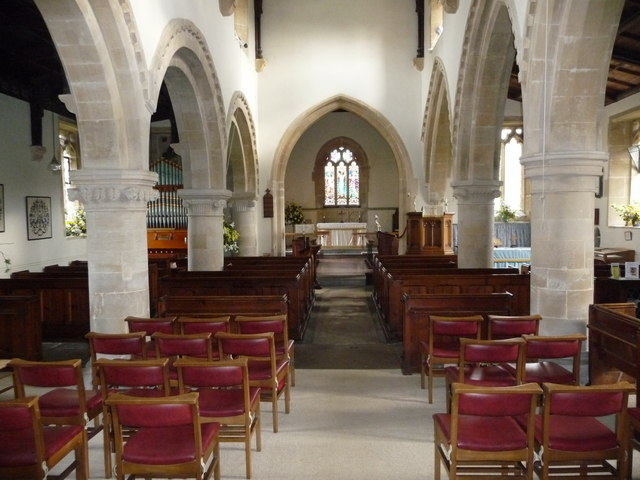
Interno della grande sala formata da tre navate suddivise da arcate su colonne

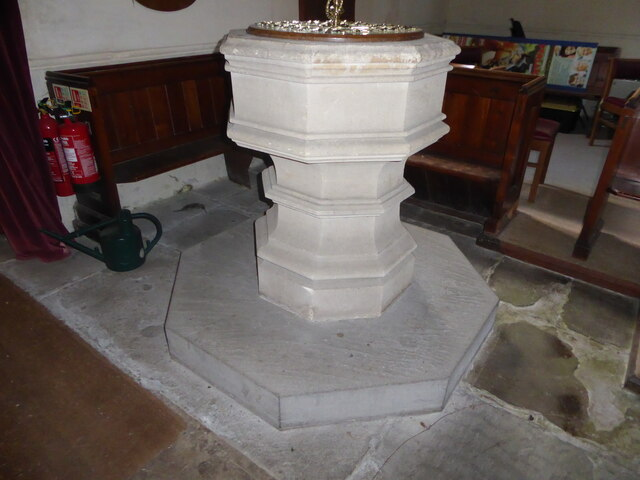
Fonte battesimale del XIX secolo

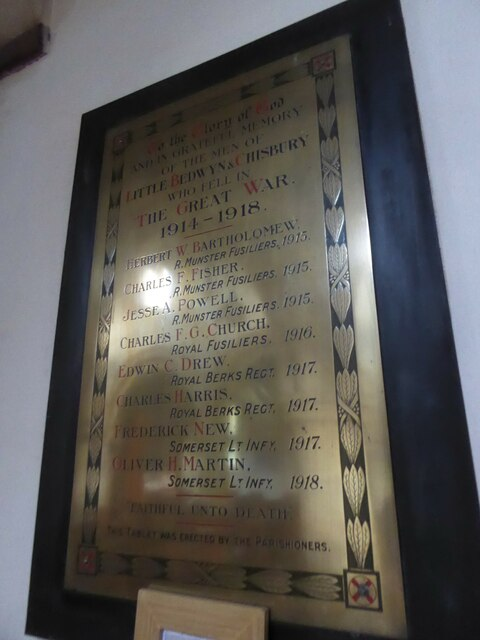
Memoriale in ottone nella navata sud

La chiesa parrocchiale di San Michele a Little Bedwyn fu costruita nel XII secolo e venne forse ultimata nel secolo successivo. La dedicazione ufficiale risale al 1405, quando il presbiterio e le navate laterali furono ricostruiti. Nel XV secolo fu costruito il portico e alla torre e fu aggiunta la guglia. Agli inizi del secolo la chiesa aveva un tesoro con due calici in argento dorato, ciascuno con una patena. Nel 1553 un calice da 11 once fu lasciato nella parrocchia mentre 2 once e mezza di piatti furono prese per il re. Un calice con patena, punzonato per il 1681, fu acquistato nel 1682, e fu l'unico pezzo d'argento presente dalla chiesa nel 1812. Nel 1500 circa venne ricostruito il tetto della navata laterale nord. Nel 1553 nella chiesa c'erano quattro campane. La campana per acuti e quella per tenore furono sostituite da campane fuse da John Wallis nel 1581, le altre due da una campana fusa nel 1605, probabilmente da Robert Beconsall, e da una campana fusa da William Purdue nel 1663. La campana per acuti fu sostituita da una campana fusa da Mears & Stainbank nel 1869. Il tenore fu rifuso da Mears & Stainbank nel 1887. La struttura è stata oggetto di restauri nel XIX secolo, perché il presbiterio e la navata furono ricostruiti nel 1841. Nel 1868 la chiesa fu ampiamente restaurata e fu costruita la sagrestia, su progetto di T. H. Wyatt. Furono preparati nuovi posti a sedere e l'esterno della chiesa fu ristrutturato. La guglia fu smantellata e ricostruita nel 1963 dopo essere stata colpita da un fulmine. I registri iniziano nel 1722. A parte i battesimi dal 1727 al 1730, i matrimoni dal 1727 al 1729 e le sepolture dal 1729 al 1740, sono completi.

## Descrizione
L'English Heritage ha inserito dal 22 agosto 1966 la chiesa di San Michele a Little Bedwyn tra gli edifici storici come monumento classificato di prima categoria col numero 1184327.
La chiesa appartiene alla diocesi di Salisbury.

### Esterni
La chiesa parrocchiale di San Michele si trova all'estremità nord del villaggio di Little Bedwyn nella contea del Wiltshire, nel Sud Ovest dell'Inghilterra. Il luogo di culto è costruito di pietrisco di selce e conci. La torre è posta a occidente ed è caratterizzata dalla guglia in pietra a forma di piramide acuta a base ottagonale. La torre si erge su quattro piani di larghezza pari a quella della navata, con contrafforti angolari, sporgente sopra la grondaia della navata e con coronamento superiore modanato. Le finestre della sua cella sono simili a lucernari e all'interno vi sono quattro campane. La copertura del tetto è in ardesia con lastre di rame sulle navate laterali. Il portico a sud, del XV secolo, ha una porta ad arco in stile Tudor e un medaglione cuspidato del XIX secolo. Finestre che portano luce alla sala sono tutte del XV secolo. Le navate laterali e il presbiterio hanno finestre a bifora a testa quadrata con ogive trilobate. Attorno alla chiesa c'è il cimitero della comunità.

### Interni
La sala è di grandi dimensioni, con tre navate. La navata centrale è alta e stretta e sembra conservare le proporzioni di una precedente chiesa anglosassone. Le parti più antiche sono le arcate a tre campate nord e sud, rispettivamente della fine del XII e dell'inizio del XIII secolo, sebbene i dettagli scolpiti siano stati restaurati nel XIX secolo. La navata centrale è con arcate a tre campate. La navata nord presenta brevi colonne cilindriche con capitelli a foglia rigida, simili a quelli della chiesa di Great Bedwyn. La navata laterale sud ha colonne simili, ma più alte e archi a sesto acuto smussati. Degno di nota sono il capitello orientale con 4 teste e il capitello centrale rotondo. Le coperture interne delle navate laterali sono con cassettoni. Le pareti sono dipinte a calce. Arco della torre è a triplice smusso, l'arco del presbiterio è a doppia smussatura. Al presbiterio si accede attraverso due gradini e ha la volta a botte. Il fonte battesimale del XIX secolo è vicino alla porta sud. Anche il pulpito è del XIX secolo, in legno di quercia, ottagonale su base in pietra. Nella sala c'è un piccolo organo costruito da Brygeson Bros di Londra. Nella navata sud si conservano lapidi murali del XIX secolo, in marmo bianco su ardesia e il monumento ai caduti in ottone.